# Huta Lontung
Huta Lontung is een bestuurslaag in het regentschap Tapanuli Utara van de provincie Noord-Sumatra, Indonesië. Huta Lontung telt 519 inwoners (volkstelling 2010).